# Futura International Airways
Futura International Airways war eine spanische Charterfluggesellschaft mit Sitz in Palma auf Mallorca.

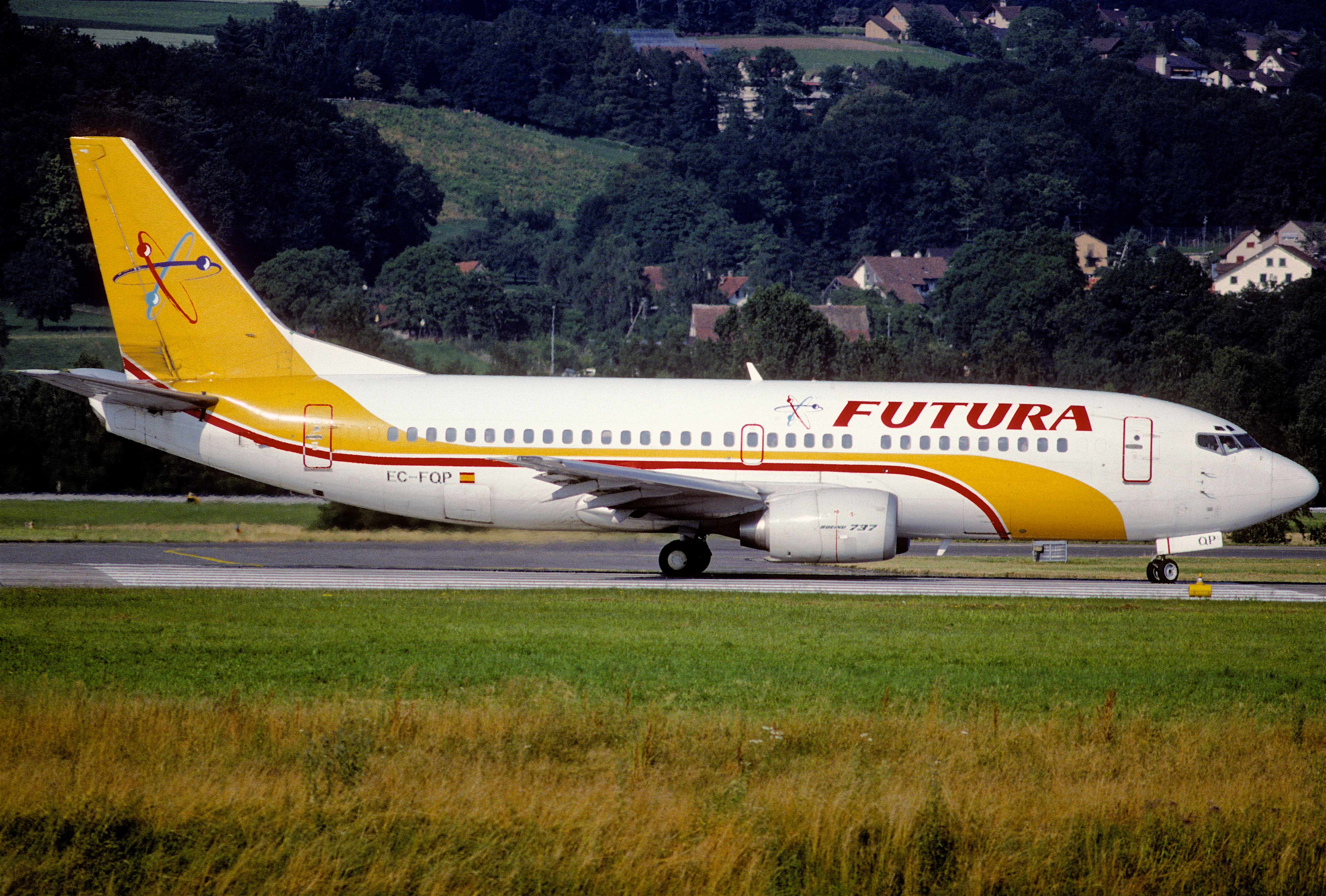
Eine Boeing 737-300 der Futura International Airways im Jahr 1994.

## Geschichte
Futura International Airways wurde 1989 als Joint Venture von Aer Lingus, Belton Air und Banco Santander ins Leben gerufen. Der erste Flug fand am 17. Februar 1990 statt. In den 1990er-Jahren wuchs die Gesellschaft durch ihre eigenständige Streckenstruktur, die auf Nischenverbindungen setzte, über ganz Europa. 
Im Jahr 2007 bestand eine Kooperation mit Cirrus Airlines aus welcher die Futura Germany hervorging. Die eingesetzten Flugzeuge kamen aber wieder zurück zu der Muttergesellschaft. 
Futura International Airways stellte am 8. September 2008 einen Insolvenzantrag wegen rund 50 Millionen Euro Schulden und gleichzeitig wurde der Flugbetrieb eingestellt. Die Gesellschaft hatte sich gegen Lohnzugeständnisse an die Mitarbeiter ausgesprochen. Die Behörden sprachen sich zudem gegen einen Umbau der Gesellschaft aus; außerdem hatte GECAS Leasingverträge für 15 Flugzeuge wegen nicht pünktlicher Zahlung der Raten gekündigt. Daraufhin wurde die Flugbetriebserlaubnis zwei Wochen später entzogen.  Zuletzt hatte Futura teilweise Flugzeuge an Binter Canarias, ArkeFly und Air Algérie verliehen. 
Futura besaß zwei Tochtergesellschaften: die irische Futura Gael und die spanische Frachtgesellschaft FlyAnt Cargo. Beide stellten ebenfalls den Flugbetrieb ein.

## Flotte
Zur Einstellung des Flugbetriebs im September 2008 bestand die Flotte der Futura aus 27 Flugzeugen:
- 02 Boeing 737-300
- 11 Boeing 737-400
- 12 Boeing 737-800
- 02 Boeing 737-900 (von GECAS geleast)

Bestellungen
- 03 Boeing 737-800

Sechs weitere Flugzeuge wurden durch die beiden Tochtergesellschaften betrieben.